# Dscholfa
Dscholfa (persisch جلفا Dscholfā, DMG Ǧolfā, international auch Jolfa) ist eine Kleinstadt im gleichnamigen Schahrestan der iranischen Provinz Ost-Aserbaidschan im Nordwesten des Landes. 2006 hatte Dscholfa 4983 Einwohner.

## Geografie
Die Stadt liegt gut 100 km nordwestlich von Täbris am linken Ufer des Aras, der dort die Staatsgrenze zu Aserbaidschan markiert. Am anderen Flussufer liegt die Stadt Culfa (Dschulfa) in der Autonomen Republik Nachitschewan.

## Verkehr
Eine von russischem Militär errichtete und 1916 eröffnete Bahnstrecke Täbris–Dscholfa war die erste Fernbahnstrecke im Iran. Der Bahnhof von Dscholfa ist der iranische Grenzbahnhof für die Bahnstrecke, über die der Eisenbahnverkehr mit der Autonomen Republik Nachitschewan führt. Nachdem der Verkehr lange Jahre ruhte, verkehren seit 2016 wieder einmal pro Woche durchgehende Züge Naxçıvan–Maschhad, die im Grenzbahnhof umgespurt werden.  Die nach Armenien weiter führende Strecke ist aufgrund der politischen Situation zwischen beiden Staaten unterbrochen, so dass dieser Eisenbahngrenzübergang – im Gegensatz zu den Zeiten der Sowjetunion – kaum noch Bedeutung hat.